# Drambuie
El Drambuie (pronúnciese /dræmˈbuːi/, /dræmˈbjuːi/), en gaélico «la bebida que satisface», es un licor de origen escocés basado principalmente de whisky, miel, hierbas aromáticas y especias (comúnmente azafrán y nuez moscada). Posee un tono amarillo y ámbar brillante con aromas que recuerdan al regaliz y a la miel. Con 40º de alcohol se sirve solo, en cócteles o se utiliza en la preparación de distintos platos y postres.

## Historia

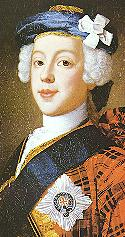
El joven pretendiente, Carlos III de Inglaterra y Escocia.

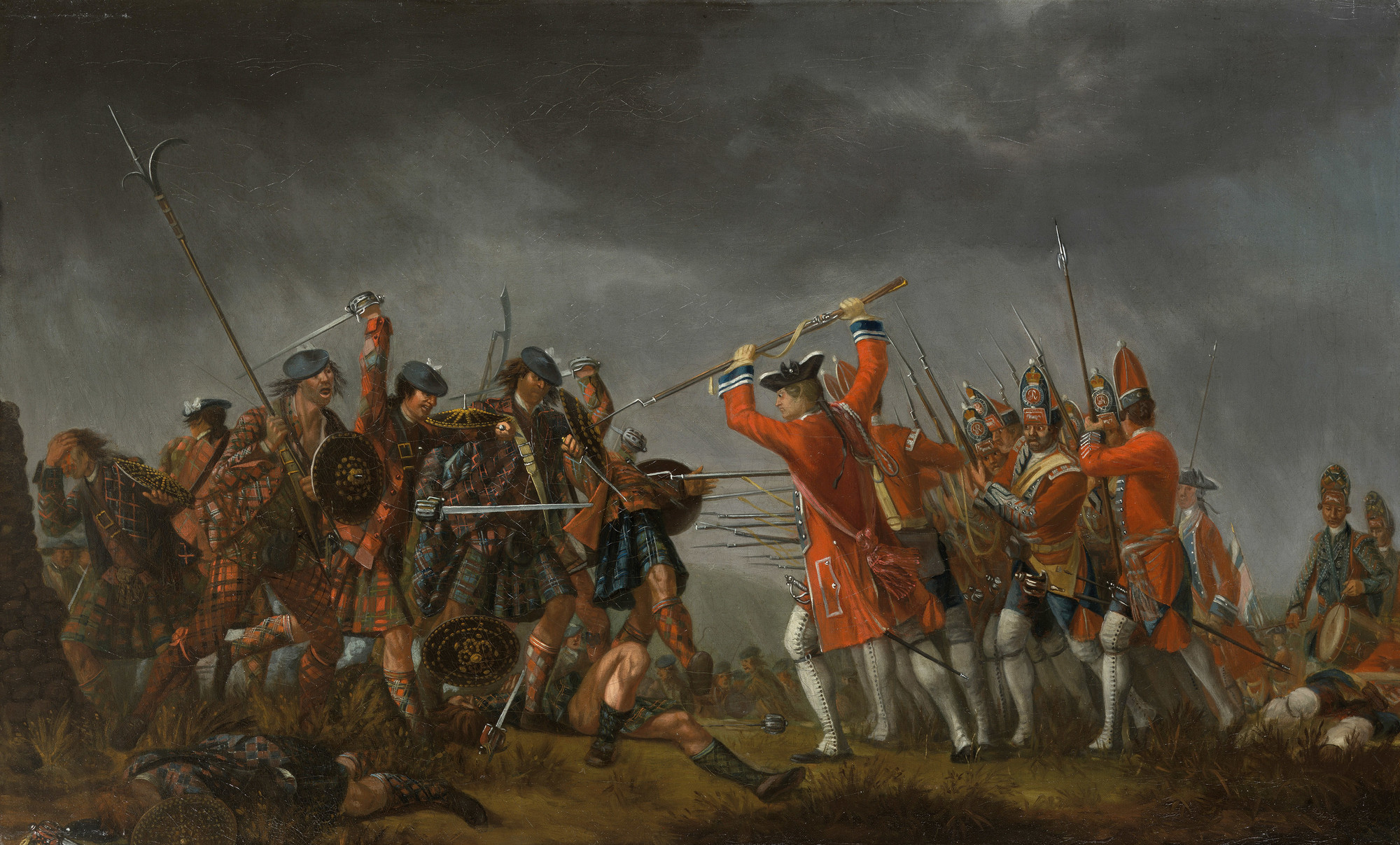
Batalla de Culloden, por David Morier

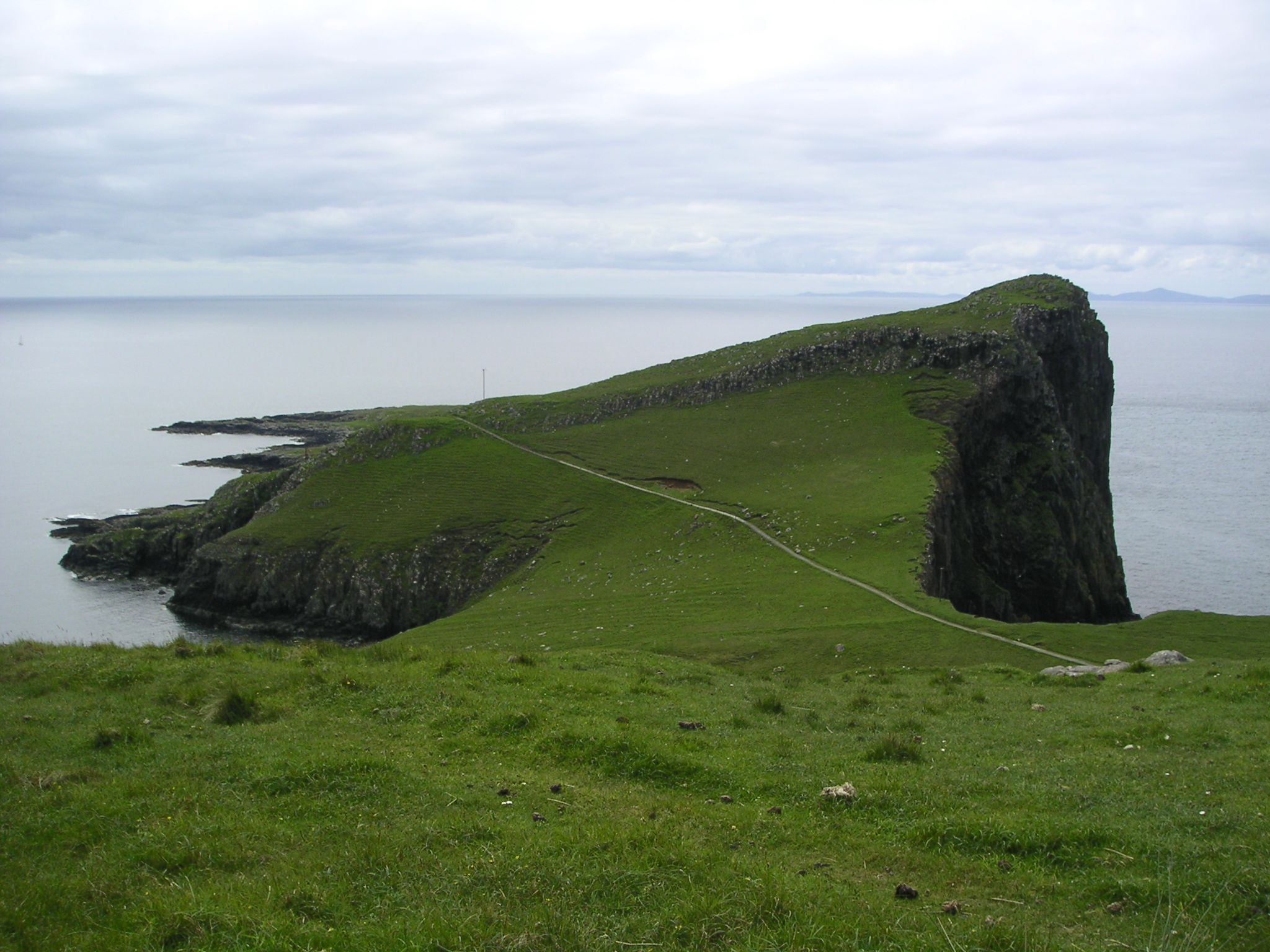
Isla de Skye

### Creación y el príncipe Carlos Estuardo
La bebida data del siglo XVIII. Fue especialmente elaborada para el príncipe Carlos Estuardo de Inglaterra y Escocia también conocido como Bonnie Prince Charlie, de la dinastía de los Estuardo, a fin de crear una bebida para distinguir a la élite.
Durante aquella época en Europa, sobre todo los tribunales Reales, los licores se empleaban como digestivos, como bebidas espirituosas de sobremesa, generalmente condimentadas con hierbas, especias y azúcar. El príncipe solía llevar consigo esta bebida, a la que denominaba eau de vie, atribuyéndole propiedades curativas.

### Regalo a John MacKinnon
Tras la derrota en la Batalla de Culloden en abril de 1745 durante el último levantamiento jacobita, el príncipe Carlos III de Inglaterra y Escocia, con 25 años de edad, y un reducido regimiento, lograron escapar hacia el norte y navegaron por el Mar de las Hébridas, mientras se ofrecían 30.000 £ por la captura del príncipe. Viajaron a la isle de Uist, donde el capitán Malcolm Macleod lo trasladó a la isla de Elgol a casa de su hermana, casada con el capitán John MacKinnon, afín a la causa jacobita. 
Junto con otros miembros de su familia, John MacKinnon llevó al príncipe hasta Mallaig, donde se encontró ante las tropas enemigas del gobierno. A punto de ser capturados, Carlos, John y un reducido grupo de sus seguidores lograron escapar a la Isla de Skye, refugiándose en la casa de Angus Macdonald de Borrodale. Estando el príncipe bajo su protección, John McKinnon dio por terminada su labor. El príncipe, que había perdido todos los bienes, le obsequió como premio a la lealtad con la receta de su eau de vie ("agua de vida"), nombre equivalente en francés del término gaélico uisce beatha que daría lugar al término inglés whisky.
Carlos logró finalmente huir a Francia en una dramática aunque humillante fuga disfrazado como doncella de Flora Macdonald, tras sobrevivir durante cinco meses en Escocia. Tras esto pasó el resto de su vida refugiado en distintas cortes reales europeas. John volvió entonces a Skye donde él y Iain Dubh, el cacique del clan, así como Flora Macdonald y otros jacobistas, fueron finalmente detenidos y encarcelados en Londres a la espera del juicio; sin embargo, dos años más tarde, fueron liberados y devueltos a casa, donde encontraron que sus propiedades habían sido abandonadas por la familia en su huida.
El regalo del príncipe fue conservado por la familia MacKinnon, que elaboraron distintas variaciones de la receta original, haciéndose conocida en la zona como dram buidhe (en gaélico, la bebida amarilla) o an Dram Buidheach (en gaélico, la bebida que satisface).

#### Controversia histórica
Existe controversia por parte de los historiadores acerca de la fiabilidad de esta versión ya que unos creen que fue una historia creada para impulsar las ventas de la bebida. Sin embargo, Robin Nicholson, director de la empresa de licor Drambuie sociedad limitada asegura que hay información escrita en los archivos de la familia y los manuscritos jacobitas que afirman esta versión.
- El Doctor Samuel Johnson y James Boswell visitaron Skye durante su viaje a Escocia en 1773 y visitaron a Lachlan MacKinnon. Boswell escribió en sus diarios que bebió cierto líquido. En su descripción afirma que era amarillo, el color que denota la adición del azafrán a la mezcla.
- El capitán John MacKinnon fue entrevistado por el reverendo Forbes, que registró en tres volúmenes titulados The Lyon in Mourning la relación de amistad de John con el príncipe Carlos y las aventuras que compartieron durante la Rebelión Jacobita. Estos escritos fueron publicados en 1859.
- El armario personal del príncipe Carlos III en Culloden se conserva hoy en el Colegio Real de Médicos de Culloden. Éste contiene una colección de pequeñas botellas, esencias, tinturas juntos con balanzas de medición y distintas recetas. Según afirma Robin, el príncipe fue visto llevando una botella de whisky propio, eau de vie, en su cinturón antes de que salir hacia Skye, como le era habitual.

### James Ross y la marca Drambuie
En 1870, John Ross, el propietario de la Posada Broadford de Skye convence a MacKinnon de constituir las cantidades grandes de su licor de familia y venderlo a sus clientes. Veinte años más tarde, en 1893, el hijo de John Ross, James Ross, trabajó en el Hotel Broadford en la isla de Skye y desarrolló la receta para los clientes de la zona, pudiendo ser uno de éstos quien acuñó el nombre de Drumbie. Ross logró exportar el licor a Francia y Estados Unidos. El 24 de abril de 1893, a causa de la creciente popularidad del licor, Ross registró el nombre de Drambuie como marca comercial en el Registro de marcas y patentes de Londres.

### Venta a los MacKinnon y su explotación hasta hoy
James murió joven, y para pagar por la educación de sus niños, su viuda, Eleanor Ross, se vio obligada vender la receta, por la coincidencia a otra familia también MacKinnon a principios del siglo XX. 
En torno al año 1900 la familia McKinnon comenzó a comercializarlo popularizándose su consumo tanto después de la cena (pousse-café) o como ingrediente para cócteles, salsas o dulces. Se convierte en el primer licor en ser aceptado en los sótanos de la Cámara de los Lores británica y en el Palacio de Buckingham.
Todavía hoy en día, sólo la matriarca de la familia McKinnon conoce la receta original del drambuie y se asegura que la receta se encuentra guardada a buen recaudo, transmitiéndose de generación en generación. Sin embargo esta situación de cercamiento se vio interrumpida. La percepción pública de la empresa cambió y los accionistas decidieron superar esta conducta y apoyar una nueva estrategia diseñada por la nueva dirección. Se buscó invertir en el campo de las relaciones públicas y la comunicación corporativa para reconstruir su reputación y comunicar consignas para convertirla en la bebida icónica de Escocia. De esta forma, se contrataron los servicios de compañías de publicidad y mercadotecnia y se inició una fuerte campaña en los medios de comunicación influyentes de la industria, por ejemplo en Australia, a través de la The One Centre de Sídney.
Fruto de esta apertura al mercado Bacardí decidió relanzar el drambuie tras adquirir la marca Varma. La compañía confió en la agencia Piece of Cake para posicionarlo. Según Frederic Kauffmann, director general de la agencia, se elaboró un plan que combina marketing directo (cajas minibar), sampling, acciones on line y publicity (con Coque Malla de Los Ronaldos en la presentación de la web oficial); y patrocinio y eventos entre los que destacaron:
- Presentación oficial: En limusinas personalizadas se llevó a los invitados del canal hostelería a un cáterin y del concierto del grupo Achtung Babies, banda tributo de U2. Además, se les invitó al concierto de los Rolling Stones en palco privado.

- Presencia en el festival BBK Live con una carpa de 300 metros cuadrados con sesiones de DJ con repertorio rock entre otros elementos. Además, se instalaron dos carpas más: Carpa VIP con terraza y carpa en zona de artistas totalmente personalizadas. Más de 100 000 personas acudieron a ver a Red Hot Chilli Peppers o Metallica, entre otros.

- Fiestas «Experiencia Drambuie», enfocadas a potenciar la relación de la bebida con el rock mediante conciertos de grupos como Los Ronaldos.

## Elaboración
Actualmente, el drambuie tradicional se produce en la localidad de Kirkliston, a las afueras de Edimburgo. Se elabora con una combinación de whiskies, ya sean de un solo tipo de cebada (single-malt whiskies) o mezclando distintos tipos de este cereal. Hay que destacar que el drambuie es uno de los pocos licores en el mundo que no precisa añadir alcohol en su composición.
El proceso de elaboración tradicional comienza en barriles de madera que contienen una mezcla específica de whiskies escoceses, generalmente de malta y envejecidos entre 15 y 17 años. En una segunda etapa se añade la miel, normalmente de brezo. En una última etapa, se añade la mezcla secreta de hierbas y especias de la familia McKinnon. El proceso de producción termina con la filtración de las impurezas que las hierbas y especias han dejado en el licor y con el posterior embotellado.
Las hierbas y la miel que participan en su elaboración, le conceden un carácter especiado, condimentado sin recrearse demasiado en lo dulce. Este licor cuenta también con una versión a la crema, también muy popular, que se consume normalmente como añadido a un helado de vainilla o sobre fresas o con crema chantilly.
La receta actual está custodiada por la familia McKinnon. Las distintas evoluciones que experimentó desde la receta original no se conocen aunque en 1965 salieron a la luz las memorias de una antigua relación de Ross donde se exponía:

- I remember helping to peel the lemons and [Ross] used loaf sugar, pure cane sugar, Talisker whisky and saffron.
- Me acuerdo de ayudar a pelar los limones y [Ross] usaba el pan de azúcar, el azúcar de caña puro, el whisky Talisker y el azafrán.

Se puede servir solo, en cócteles y en cremas para postres o repostería, siendo estas últimas un plato tradicional en la cocina escocesa

## Continuar
- http://www.rampantscotland.com/know/bldev_knowdrambuie.htm
- https://web.archive.org/web/20081203145111/http://www.clancurrie.com/press/2004_june20.html
- http://www.ciao.co.uk/Drambuie__Review_5300902 Archivado el 29 de abril de 2008 en Wayback Machine.

- Datos: Q1146721
- Multimedia: Drambuie / Q1146721